# Châtrices
Châtrices je francouzská obec v departementu Marne v regionu Grand Est. V roce 2015 zde žilo 34 obyvatel.

## Poloha obce
Obec leží u hranic departementu Marne s departementem Meuse
Sousední obce jsou: Beaulieu-en-Argonne (Meuse), Braux-Saint-Remy, Élise-Daucourt, Futeau (Meuse), Sainte-Menehould, Sivry-Ante, Verrières a Villers-en-Argonne.

## Vývoj počtu obyvatel
Počet obyvatel